# 陕西假瘤蕨
陕西假瘤蕨（学名：Phymatopteris shensiensis）为水龙骨科假瘤蕨属下的一个种。

## 扩展阅读
維基物種上的相關：陕西假瘤蕨